# 정정공 강사상 묘역
정정공 강사상 묘역(貞靖公 姜士尙 墓域)은 서울특별시 관악구 난향동에 있는, 조선 중기 16세기의 문신 강사상(姜士尙, 1519∼1581)의 묘역이다. 1997년 12월 31일 서울특별시의 유형문화재 제104호로 지정되었다.

## 개요
조선 중기 16세기의 문신 강사상(姜士尙, 1519∼1581)의 신도비이다. 강사상은 본관이 진주(晉州), 자는 상지(尙之), 호는 월포(月浦)이다. 의정부 사인(舍人) 강온(姜溫)과 진사 박식(朴栻)의 따님 사이에서 1519년 6월 2일 출생하였다.
1543년 진사가 되었고 1546년 식년문과에 급제하여 예문관 검열을 시작으로 1552년 수찬ㆍ정언·헌납ㆍ검상(檢詳)·사인(舍人)ㆍ직제학 등을 지냈다. 1557년 동부승지, 1558년 우승지를 거쳐 홍문관 부제학이 되었고, 1559년 좌승지가 되었으며 이듬해 도승지를 거쳐 예조참의가 되었다. 명종 16년(1561년) 왕의 특명으로 형조참판이 되었고 그 해 성절사(聖節使)로 명나라에 다녀왔다. 그 뒤 대사헌을 거쳐 다시 부제학으로 있을 때 권신이던 이량(李樑)의 불법을 탄핵하다가 도리어 부호군(副護軍)으로 좌천되었고 1564년 도승지로 다시 기용되었다. 이듬해 경상도관찰사가 되어 정여창(鄭汝昌)을 배향하는 함양의 남계서원(藍溪書院)에 사액(賜額)을 청하여 허락을 받았다.
1566년 예조참판과 대사헌을 지냈고 선조 1년(1568년) 대사헌으로서 사간 유희춘(柳希春)과 함께 조광조(趙光祖)의 신원(伸寃)과 추숭(追崇)을 건의하였으며, 1570년 주청사(奏請使)로 명나라에 다녀왔다. 그 뒤 병조·형조·이조판서를 거쳐 한성부 판윤(判尹)을 지냈고, 1576년 우참찬을 거쳐 선조 11년(1578) 우의정으로 승진되어 2년 뒤 영중추부사로 옮겨졌다. 사망 후 1604년 아들 강인(姜絪)이 호성공신(扈聖功臣)에 책록되면서 영의정에 추증되었다. 부인은 파평윤씨 훈련원 부정 윤광운(尹光雲)의 따님으로 슬하에 서(緖)·신(紳)·인(絪)·담(紞)의 4형제와 2녀를 두었다.
비는 네모난 대좌(臺座) 위에 비신(碑身)을 얹고 그 위에 기왓골을 새긴 팔작지붕 모양의 개석(蓋石)을 얹었다. 대좌 윗면에는 연꽃잎 무늬를 새기고 옆면에 안상(眼象)을 얕게 새겼다. 비문은 예조판서 권유(權愈, 1633∼1704)가 지었고, 글씨는 홍문관 교리 이진검(李眞儉, 1672∼1717)이 썼으며, "右議政贈諡貞靖姜公神道碑"라 새긴 머리전서[頭篆]는 사헌부 대사헌 권규(權珪, 1648∼1723)가 썼다. 이진검의 글씨는 한호(韓濩)의 서풍을 따랐고, 권규의 머리전서 글씨는 허목(許穆)의 고전(古篆) 서풍을 따랐다. 비의 건립연대는 비문 말미에 "崇禎紀元後(숭정기원후)…" 다음 부분이 확인되지 않지만 비문을 짓고 쓴 사람들의 관직으로 보아 대략 18세기초로 여겨진다.

## 참고자료
- 정정공 강사상 묘역 - 국가유산청 국가유산포털

 본 문서에는 서울특별시에서 지식공유 프로젝트를 통해 퍼블릭 도메인으로 공개한 저작물을 기초로 작성된 내용이 포함되어 있습니다.